# Saintois
Das Saintois ist eine Landschaft im Süden des französischen Départements Meurthe-et-Moselle sowie im angrenzenden Norden des Départements Vosges, wo die Schreibweise Xaintois verbreitet ist. Das Gebiet gehört zur Region Grand Est.

## Geologie
Der Boden des Saintois ist maritimen Ursprungs. Zahlreiche Spuren von Meeresfossilien findet man auf den Feldern und auf der Colline de Sion.

## Geschichte
Das heutige Saintois geht auf die ehemalige Grafschaft Vaudémont zurück, die bis ins 15. Jahrhundert ein vom Herzogtum Lothringen unabhängiges Territorium war.

## Sehenswürdigkeiten
- Colline de Sion
- Schloss Haroué in Haroué
- Schloss Lyautey in Thorey-Lyautey
- Schloss Étreval in Étreval
- Basilika Unserer Lieben Frau von Sion in Saxon-Sion

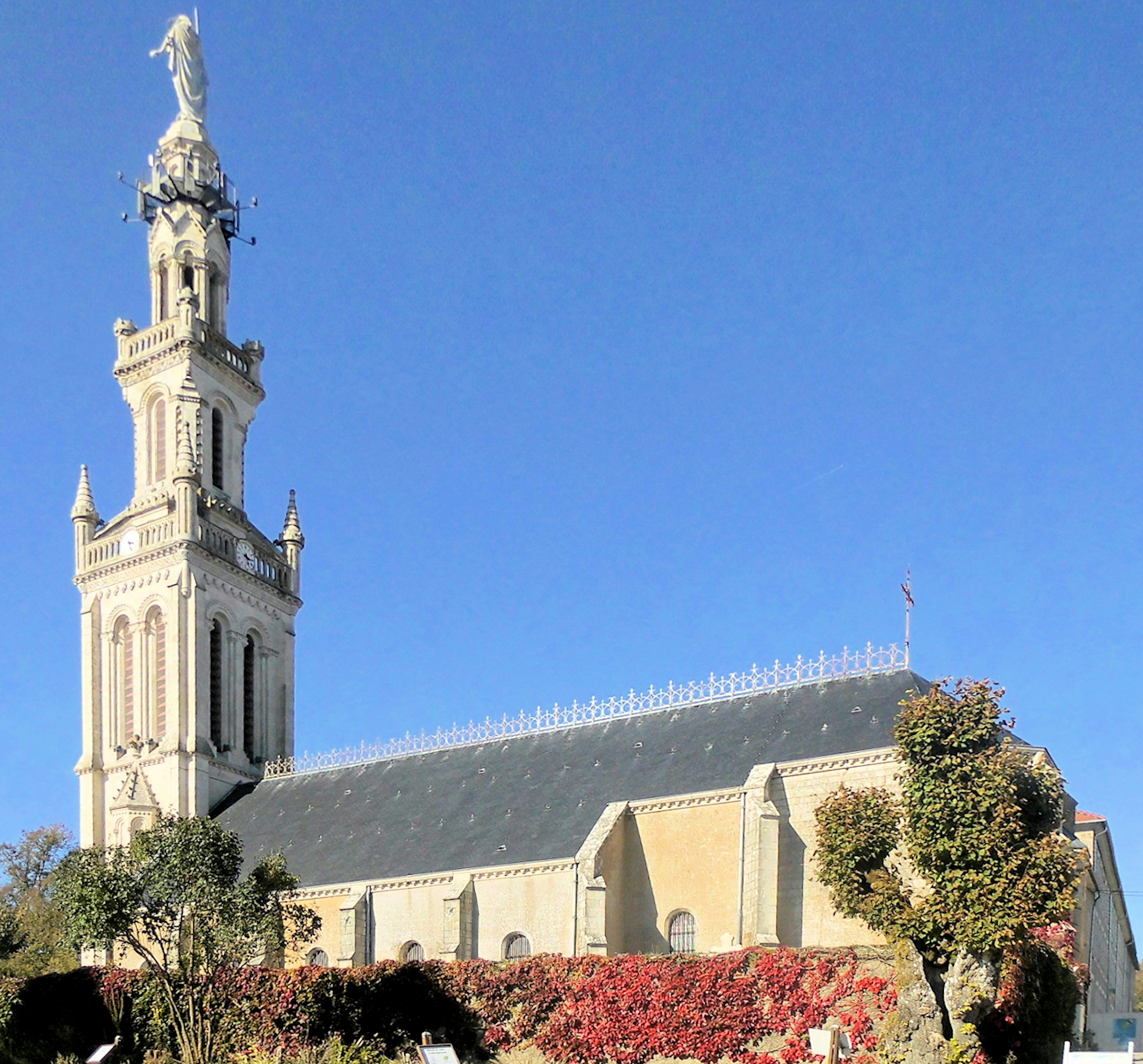
Basilika Unserer Lieben Frau von Sion

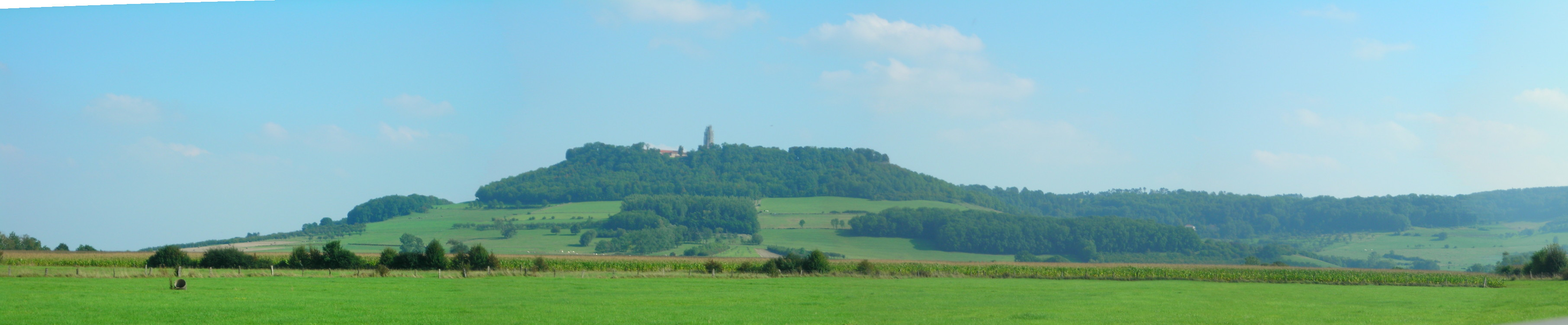
Colline de Sion mit dem 541 m hohen Signal de Vaudémont